# Lyonshall
Lyonshall is een civil parish in het Engelse graafschap Herefordshire met 757 inwoners.